# Minnesota Nice
Als Minnesota Nice wird ein kommunikatives Verhaltensmuster bezeichnet, das als typisch für den sozialen Umgang im amerikanischen Bundesstaat Minnesota gilt. Seltener wird es auch den Einwohnern des angrenzenden North Dakota unterstellt und dann entsprechend als North Dakota Nice bezeichnet. Dazu zählt eine ausgeprägte Höflichkeit, Bescheidenheit und Freundlichkeit bei gleichzeitiger emotionaler Zurückhaltung, die von Außenstehenden oft als unterkühlt oder gar als zurückweisend oder unaufrichtig interpretiert wird.

## Ursprung und Ausprägungen
Mentalitätsgeschichtlich wird der Ursprung des Minnesota Nice oftmals auf den protestantisch geprägten Ethos der vielen skandinavischen Einwanderer in diesem Teil der Vereinigten Staaten zurückgeführt. Ein ganz ähnliches soziales Phänomen wird in Skandinavien als „Jantegesetz“ bezeichnet, dessen „Zehn Gebote“ der dänisch-norwegische Schriftsteller Aksel Sandemose 1933 in einem Roman über die fiktive dänische Kleinstadt Jante formulierte. In ganz ähnlicher Weise formulierte Garrison Keillor in „95 Thesen“ die Erziehungsnormen in dem von norwegischen Auswanderern geprägten fiktiven Kuhkaff Lake Wobegon, Minnesota:
| | |
| „You taught me to be nice, so that now I am full of niceness, I have no sense of right and wrong, no passion. “If you can't say something nice, don't say anything at all,” you said, so I am very quiet, which most people think is politeness. I call it repression.“ | „Ihr lehrtet mich, nett zu sein, so dass ich jetzt so voller Nettigkeit bin, dass ich den Unterschied zwischen richtig und falsch nicht mehr kenne. Leidenschaft ist mir fremd. „Wenn du nichts nettes sagen kannst, sag besser gar nichts,“ habt ihr immer gesagt, so dass ich jetzt sehr still bin, was viele Menschen für Höflichkeiten halten. Ich nenne es Verklemmung.“ |

Eine bekannte Darstellung des Phänomens ist auch der Film Fargo (1996), dessen Situationskomik oft von der für diesen Landstrich typischen Mentalität lebt.